# 白衫哈夫丹
「拉格納之子」哈夫丹（Halfdan Ragnarsson，—877年），或譯哈夫丹‧拉格納森，是一位維京領袖，也是865年時領著維京雄獅侵略盎格魯撒克遜英格蘭王國的指揮官之一。
北歐薩迦中提到，拉格納·羅斯布洛克有六個兒子，而哈夫丹便是其中之一。哈夫丹的兄弟有：「勇士」比約恩、「無骨人」伊瓦爾、「蛇眼」西格德、烏貝和威札克。由於哈夫丹和威札克沒有在任何文本中同時出現，有些學者認為兩者是同一個人；哈夫丹對於當時的維京人來說是一個很常見的名字，而威札克（意思為白衫）可能代表某種暗喻，或是暱稱，以此區別拉格納之子哈夫丹與其他的哈夫丹。
哈夫丹是諾桑比亞的首位維京籍國王，同時間他也覬覦著都柏林王國。哈夫丹與他的兄弟「蛇眼」西古德很可能統治了丹麥一段時間，法蘭克人的文獻中提到了873年時丹麥的統治者是西古德和哈夫丹。哈夫丹於877年試圖宣誓愛蘭爾的主權，並死於斯特蘭福特灣之役中。

## 生平
哈夫丹是維京雄獅的領導者之一，也是拉格納·羅斯布洛克的兒子，他們在865年入侵盎格魯薩克遜王國的東英格蘭。薩迦中寫道，維京雄獅是由拉格納的兒子們發起，目的是攻擊諾桑比亞的埃勒（Ælla）國王，以報殺父之仇。歷史學家推測，埃勒國王在865年將拉格納扔入毒蛇坑中處死，但此舉的解釋尚無定論。大部分入侵英格蘭的人來自丹麥，但十世紀時一位名為阿塞爾（Asser）的教士寫道這些侵略者來自於「de Danubia」，意思是來自於多瑙河（Danube）。但多瑙河的拉丁文是「Dacia」，因此， 阿塞爾所指的可能是「Dania」（丹麥的拉丁文）。
865年秋，維京雄獅於東英格蘭登陸，他們在此渡冬和尋找馬匹。翌年，維京大軍往北入侵諾桑比亞，諾桑比亞當時正值內戰，埃勒和歐斯伯特（Osberht）兩人爭奪諾桑比亞的王位。866年，維京大軍攻下了諾桑比亞的約克鎮，一個富饒的據點，翌年，埃勒和歐斯伯特決定暫時休兵，合作對抗維京人，奪回約克鎮，但結果並不理想，埃勒和歐斯伯特兩人賠上了他們的性命。失去了領導人的諾桑比亞兵敗如山倒，丹麥人扶植了一位名為埃克伯克（Ecgberht）的傀儡國王，統治諾桑比亞，收取稅金以支付維京人軍隊的開銷。
不久之後，維京軍隊往南入侵麥西亞王國，佔領了諾丁漢鎮並在此過冬。麥西亞的國王博格雷德（Burghred）與威賽克斯的埃賽爾雷德結盟，聯合軍力包圍了諾丁漢鎮。盎格魯薩克遜人嘗試奪回諾丁漢鎮的行動以失敗告終，但兩方達成協議，丹麥人同意休戰並退回約克鎮，他們在約克鎮待上了數年，為了下次進攻累積軍力。
869年，丹麥人帶著征服的野心回到了東英格蘭，他們佔領了塞特福德（Thetford），預計在此渡冬。丹麥人遭受東英格蘭人的軍隊攻擊，丹麥人贏得這場戰役，東英格蘭的國王艾德蒙（Edmund）遭到處決。丹麥人要求艾德蒙放棄基督，但是艾德蒙的信仰堅定不移，於是遭到處死，根據中世紀的傳統，艾德蒙被視為殉教者。伊瓦爾和烏貝是丹麥人的領袖，也是殺死艾德蒙的人。哈夫丹是否參予這次事件尚無定論。
征服東英格蘭以後，伊瓦爾（Ivar）離開了維京雄獅，870年後英格蘭文獻中再也沒提到他，然而，大部分學者認為他成為都柏林的丹麥裔國王，死於873年的伊馬（Ímar）。伊瓦爾前往愛爾蘭後，哈夫丹成了維京雄獅主要的領導人，他在870年侵略了威塞克斯王國。伊瓦爾離開後一段時間，大量來自斯堪地那維亞半島的維京戰士加入了維京雄獅，史稱「夏季維京大軍」（Great Summer Army），他們的領導人是巴格斯特（Bagsecg）。根據盎格魯薩克遜編年史，丹麥人與威塞克斯曾九次交鋒，包括871年1月8日的阿什當之役。然而維京雄獅無法撂倒威塞克斯王國，於是哈夫丹與剛加冕不久的阿佛烈達成了停戰協議。
維京雄獅撤退並佔領了倫敦，並在871年於倫敦渡冬。當時倫敦製造的硬幣上刻有哈夫丹的名字，顯示了哈夫丹是軍隊的領袖。872年秋，諾桑比亞掀起一場革命，目的是推翻維京人的傀儡國王，於是維京雄獅北遷回到諾桑比亞鎮壓革命，然而，有學者認為維京雄獅當時的遷徙乃是因為與麥西亞王國交戰，而不是為了鎮壓革命，總之，維京雄獅於托克西（Torksey）渡冬，翌年於瑞普吞（Repton）渡冬。維京雄獅最後在874年征服了麥西亞王國，國王博格雷德被迫退位，傀儡國王希奧武夫（Ceolwulf）取而代之。
戰勝麥西亞王國後，維京雄獅一分為二，一半由古特雷姆（Guthrum）帶領，往南邁進繼續對抗威塞克斯王國，另一半則由哈夫丹帶領，往北侵略斯特拉斯克萊德的皮克特人 與布利吞人。根據《阿爾斯特年鑑》（Annals of Ulster），都柏林的國王艾因斯坦‧歐拉夫森（Eystein Olafsson）被奧爾本（Albann）的詭計欺騙，在875年遭到殺害，大部分學者都同意奧爾本就是哈夫丹。哈夫丹的兄弟伊瓦爾統治著都柏林，但是他死於873年，哈夫丹侵略都柏林可能是為了奪回伊瓦爾的王國。哈夫丹並沒有留在愛爾蘭，876年他領軍回到諾桑比亞安定下來，哈夫丹的領土與舊日德伊勒（Deira）王國領土大量重疊，諾桑比亞北部仍然由盎格魯薩克遜人統治。從876年開始，有些文本稱呼哈夫丹為「約克的國王」（King of Jórvík）。
哈夫丹在都柏林的政權並不穩固，哈夫丹政權被推翻的時候他人在約克。哈夫丹在877年回到愛爾蘭試圖奪回約克，他與「白膚異教徒（Fair Heathens）」交戰，白膚異教徒係指待在愛爾蘭最長時間的維京人，而稍晚抵達愛爾蘭的維京人，包括哈夫丹，則被稱為「黑膚異教徒」（Dark Heathens）。兩方於斯特蘭福特灣交戰，哈夫丹死於戰鬥中。哈夫丹的手下經過蘇格蘭回到諾桑比亞，途中與皮克特人交戰，皮克特國王君士坦丁一世（Constantine I）遭到殺害。直到883年古德弗利斯（Guthfrith）稱王之前，諾桑比亞一直處於沒有領導者的狀態。

## 歷史真實性
哈夫丹的父親拉格納是否真有其人尚無定論，但哈夫丹與其兄弟被認為是真實存在的人物。Hilda Ellis Davidson 於1979年寫道：「近年來某些學者接受了拉格納的故事有部分是真實發生過的。」另一方面也有學者反對，例如 Katherine Holman 認為：「即使拉格納之子是貨真價實的，也沒有任何證據支持拉格納真實存在，拉格納似乎是活在文學中的虛構人物，乃是綜合了數個歷史人物的事蹟杜撰而成。」

## 外部連結
- CELT: Corpus of Electronic Texts （页面存档备份，存于） at University College Cork. The Corpus of Electronic Texts includes the Annals of Ulster and the Four Masters, the Chronicon Scotorum and the Book of Leinster as well as Genealogies, and various Saints' Lives. Most are translated into English, or translations are in progress.